# Pál Gönczy

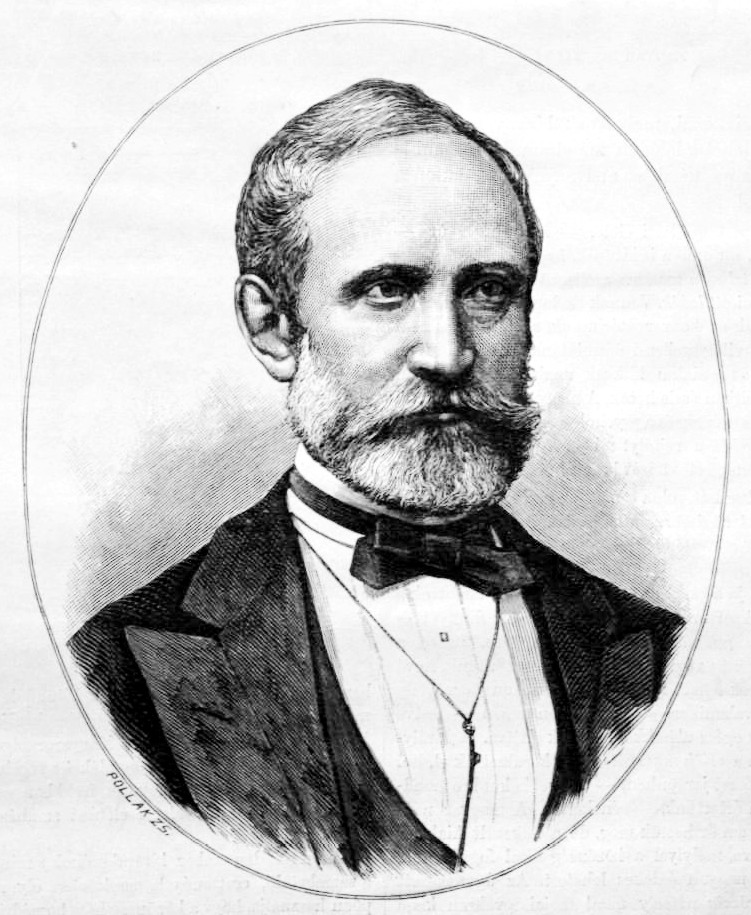
Pál Gönczy (Porträt von Zsigmond Pollák)

Pál Gönczy (Gönczy Pál; * 26. Dezember 1817 in Hajdúszoboszló; † 10. Januar 1892 in Karácsond) war ein ungarischer Pädagoge und Reformer des ungarischen Volksschulwesens.

## Leben
Gönczy wurde 1867 von József Eötvös als Sektionsrat ins Unterrichtsministerium berufen, wo er das ungarische Volksschulwesen grundlegend reformierte. Er gab u. a. Lehrbücher, Atlanten, Globen, Wandtafeln und Berechnungstabellen für den Unterricht heraus, die für einige Jahrzehnte zum festen Bestandteil des Volksschulunterrichts gehörten.